# Иври, Давид
Давид Элькана Иври (ивр. דוד אלקנה עברי‎, род. 1934 или сентябрь 1934, Тель-Авив, Подмандатная Палестина) — генерал-майор (в отставке) Армии обороны Израиля. Он был послом Израиля в США с 2000 по 2002 год и девятым командующим ВВС Израиля. В 1999 году был назначен первым директором Совета национальной безопасности Израиля. С 2003 по 2021 год занимал должности вице-президента Boeing International и президента Boeing Israel.

## Биография
Давид Иври родился в Гедере, посёлке недалеко от Тель-Авива, в семье Авраама и Шошаны Круиз. В 1952 году был призван в ВВС Израиля на лётный курс № 14, где служил пилотом Р-51 «Mustang». После чешско-египетской сделки по поставкам оружия он решил продолжить службу в ВВС.
В 1956 году его отправили на специальные курсы лётных инструкторов в Великобританию, и он стал инструктором академии ВВС на авиабазе Тель-Ноф. Во время Синайской кампании он служил пилотом на Dassault Ouragan. В 1957 году назначен заместителем командира 113-й эскадрильи. В 1959 году Давид катапультировался из своего Dassault Super Mystère во время боя с египетским МиГ-17.
В 1960 году он был назначен командиром основной эскадрильи академии ВВС, а в 1961 году он был членом делегации ВВС во Франции для участия в испытаниях на борту истребителей ВВС «Dassault Mirage III».
В 1962 году стал заместителем командира первой израильской эскадрильи французских Dassault Mirage. В 1963 году он был назначен командиром 109-й эскадрильи «Mystere», а в 1964 году стал командиром 117-й эскадрильи, первой реактивной эскадрильи ВВС Израиля. В 1966 году он стал командиром академии ВВС и её первым командиром после переезда с базы Тель-Ноф на базу Хацерим.

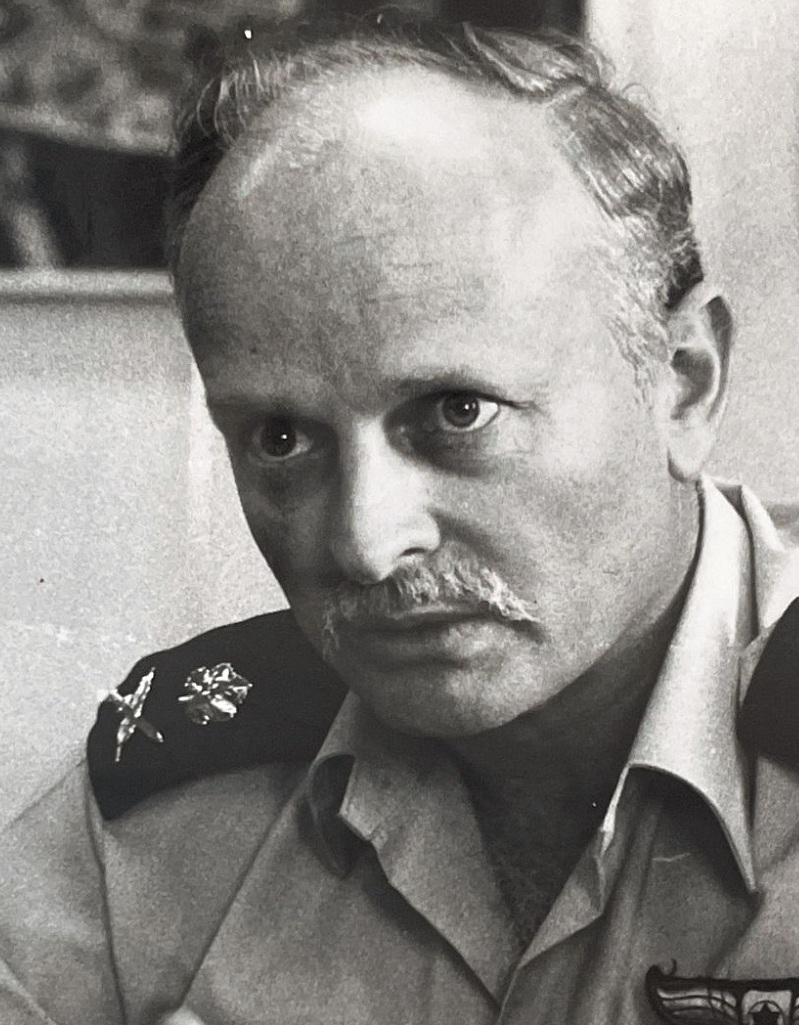
Командующий ВВС Израиля Давид Иври в 1978 году

Во время Шестидневной войны Иври служил пилотом «Mirage» и командиром эскадрильи «Mystère». В октябре 1968 года стал начальником 3-й авиадивизии, в 1969 году получил звание полковника. В 1970 году стал командиром базы Тель-Ноф. В 1977 году ему было присвоено звание генерал-майора, а с октября 1977 года по декабрь 1982 года он занимал должность девятого командующего ВВС. Пока он командовал, базы ВВС были перенесены с Синая в Негев, ВВС приняли участие в операции «Литани» и операции «Опера». Он командовал операцией «Медведка 19» на ранних этапах Ливанской войны 1982 года.
В 1982 году он оставил службу и на короткое время стал председателем концерна аэрокосмической промышленности Israel Aerospace Industries (IAI). В 1983 году он вернулся на службу и стал заместителем начальника Генерального штаба и начальником оперативного отдела ЦАХАЛа. В 1985 году он снова был назначен председателем IAI, а в 1986–1996 годах был генеральным директором Министерства обороны. С марта 1999 по январь 2000 года он занимал должность главы Совета национальной безопасности Израиля и был назначен послом Израиля в США (2000-2002).
2 сентября 2003 года компания Boeing назначила Иври вице-президентом Boeing International и президентом Boeing Israel. Он представляет деловые интересы компании и координирует деловую деятельность компании в Израиле. Он вышел в отставку в 2021 году, и его сменил Идо Нехуштан, который также занимал пост командующего ВВС Израиля (2008–2012 годы).
Иври проживает в Рамат-ха-Шароне, женат, имеет троих детей. Его сын Гил Иври был пилотом F-16 и погиб в результате несчастного случая на тренировке в 1987 году. В 2008 году он был удостоен звания почётного гражданина своего родного города Рамат-ха-Шарон.